# Расправа о добровољном ропству
Расправа о добровољном ропству (фр. Discours de la servitude volontaire) је есеј Етјена де ла Боесија. Текст је тајно објављен 1577. Датум припреме Расправе о добровољном ропству је неизвестан: према недавним студијама, саставио га је Етјен де ла Боеси током свог универзитетског образовања. Према његовом најближем пријатељу Мишелу де Монтењу, есеј је написан када је ла Боеси имао око 18 година.